# 香港鉄路市区線中国製電車 (初代)

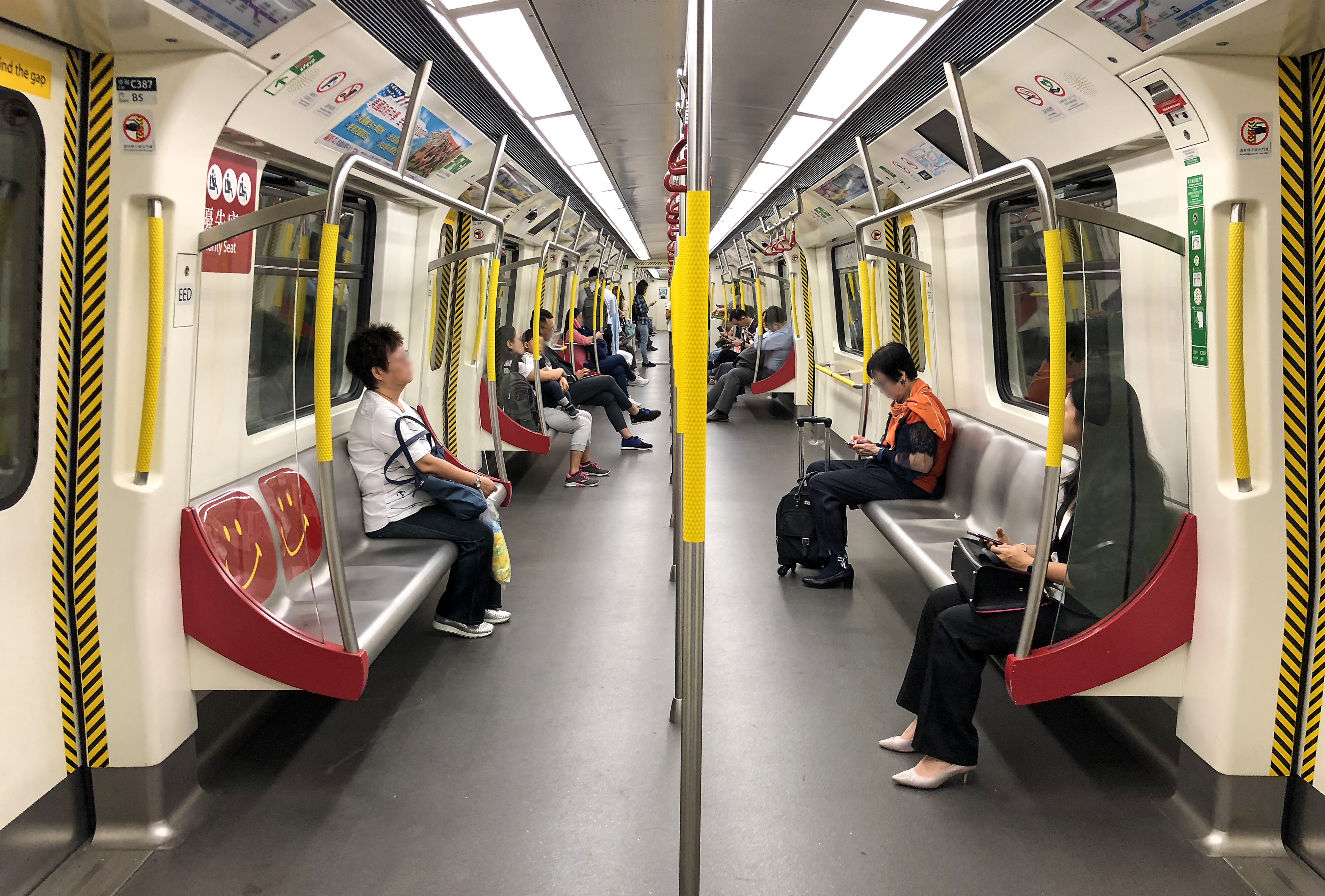
車両内部

市区線中国製電車（しくせんちゅうごくせいでんしゃ）は、香港鉄路（港鉄）の直流通勤形電車。

## 概要
西港島線と観塘線延伸の開業に向けて、中国中車長春軌道客車社で176両が製造された。なお、電装機器は三菱電機製である。基本設計は、従来のMTR車両をベースにしている。
西港島線と観塘線延伸用として製造されたが、現在には観塘線で使用されている。